# نزاع الجبهة الوطنية للتحرير–هيئة تحرير الشام
بدأ نزاع الجبهة الوطنية للتحرير–هيئة تحرير الشام في 1 يناير 2019، أثناء الاشتباكات بين حركة نور الدين الزنكي وهيئة تحرير الشام، بعد أن شنت هيئة تحرير الشام هجوماً ضد الجماعة في دارة عزة، وتقاد، وخان العسل في غرب حلب التي يسيطر عليها المتمردون. وانتهى النزاع في 10 يناير 2019، بعد أن وافقت الجبهة الوطنية للتحرير على الانسحاب، مما أتاح لهيئة تحرير الشام أن تتسلم جل ما تبقى من المناطق التي تسيطر عليها المعارضة تقريبا في جيب إدلب.

## الخلفية
هاجمت هيئة تحرير الشام حركة نور الدين الزنكي، ردا على الاغتيالات التي وقعت مؤخرا لأعضاء هيئة تحرير الشام في منطقة دارة عزة بالنيابة عن حركة نور الدين الزنكي.

## النزاع

### هيئة تحرير الشام تهاجم حركة نور الدين الزنكي
بدأت الاشتباكات في 1 يناير 2019 عندما استولت هيئة تحرير الشام على بلدة دارة عزة الخاضعة لسيطرة حركة نور الدين الزنكي وعدة بلدات في غرب حلب.
في الثاني من يناير، استولت تحرير الشام بشكل كامل على دارة عزة، وكذلك كفر تين، أورم الكبرى، خان العسل، ومكلبيس من حركة نور الدين الزنكي في غرب حلب. أصدرت الجبهة الوطنية للتحرير بيانًا أعلنت فيه عن التعبئة الكاملة للجسم من أجل صد هجمات هيئة تحرير الشام، بينما انضم تنظيم حراس الدين إلى الاشتباكات التي وقعت على جانب تحرير الشام. في محافظة إدلب، حققت الجبهة الوطنية للتحرير تقدماً في الجزء الشرقي من سراقب واستولت على حاجز تل منصور وقرية جرادة في جنوب إدلب. في اليوم نفسه، أصدرت الجبهة الوطنية للتحرير أمرًا توجيهيا يأمر المقاتلين المتمركزين ضد الحكومة السورية والقوات المتحالفة معها على الخطوط الأمامية بعدم الانسحاب من مواقعهم لمهاجمة هيئة تحرير الشام. وبحسب ما ورد أعلن جيش الإسلام أيضًا أنه سيشارك في القتال ضد هيئة تحرير الشام من عفرين بسبب الأعمال العدائية القائمة مسبقًا بين هيئة تحرير الشام وجيش الإسلام من الغوطة الشرقية.